# Insulele Scilly
Insulele Scilly (engleză Isles of Scilly, cornică: Ynysek Syllan) este un arhipelag de insule organizat din punct de vedere administrativ ca o Autoritate Unitară în regiunea South West England. Este situat în vestul peninsulei Cornwall la 45 km de extrema vestică a Marii Britanii. 
Principala localitate de pe insule este Hugh Town situată pe insula St Mary's.
1. ↑   https://ons.maps.arcgis.com/home/item.html?id=a79de233ad254a6d9f76298e666abb2b Lipsește sau este vid: |title= (ajutor)